# Vlakovo
Vlakovo es un pueblo en Bosnia y Herzegovina. Según el censo de 1991, el pueblo está localizado en el municipio de Ilidža.